# Sumner (hrabstwo Barron)
Sumner – miasto w Stanach Zjednoczonych, w stanie Wisconsin, w hrabstwie Barron.